# Rastrococcus nivalis
Rastrococcus nivalis är en insektsart som först beskrevs av William Miles Maskell 1893.  Rastrococcus nivalis ingår i släktet Rastrococcus och familjen ullsköldlöss. Inga underarter finns listade i Catalogue of Life.